# Юминское
Юминское — деревня в Кимрском районе Тверской области. Входит в состав Приволжского сельского поселения.

## География
Находится в юго-восточной части Тверской области на расстоянии приблизительно 17 км на северо-восток по прямой от районного центра города Кимры на правом берегу реки Хотча.

## История
Известна с 1771 года как сельцо с 4 дворами, владение А.Н.Раковского. В 1851 году сельцо с 9 дворами. В 1859 году здесь (территория Калязинского уезда Тверской губернии) было учтено 2 двора в сельце Юминское и 9 дворов в деревне Юминская. Ныне в деревне располагается база отдыха Хотча-хаус.

## Население
Численность населения: 25 человек (1781 год), 100 (1851), 12 человек в сельце и 102 в деревне (1859 год), 1 (русские 100 %) в 2002 году, 1 в 2010.